# شهرک بیخ و بنگل
شهرک بیخ و بنگل، روستایی در دهستان قلعه بیابان بخش جنت شهرستان داراب در استان فارس ایران است.

## جمعیت
بر پایه سرشماری عمومی نفوس و مسکن در سال ۱۳۹۵، جمعیت این روستا برابر با ۸۷۶ نفر (۱۹۵ خانوار) بوده است.